# Maso et Miso vont en bateau
Pour plus de détails, voir Fiche technique et Distribution.
Maso et Miso vont en bateau est un documentaire français sorti en 1976. Il est réalisé par le collectif féministe Les Insoumuses rassemblant Nadja Ringart, Carole Roussopoulos, Delphine Seyrig et Ioana Wieder.

## Synopsis
Le film est une réponse féministe à l'émission présentée par Bernard Pivot le 30 décembre 1975 sur Antenne 2 intitulée Encore un jour et l'année de la femme, ouf ! C'est fini. Dans cette émission, Françoise Giroud, alors secrétaire d’État chargée de la condition féminine du gouvernement Giscard, est invitée à commenter une vaste sélection de déclarations misogynes prononcées par des figures publiques françaises.

## Genèse du film
Par différents procédés tels que l'utilisation d'intertitres ironiques, de boucles, de musique en contrepoint, etc., Maso et Miso vont en bateau expose et dénonce avec humour les échanges phallocratiques et misogynes qui ont lieu sur le plateau de télévision.
Malgré les tentatives de Françoise Giroud pour empêcher la diffusion du film, il est projeté dans le cinéma indépendant parisien L'Entrepôt en 1976, puis diffusé parmi les milieux militants. Il est toujours considéré comme « un véritable détournement politique, un piratage humoristique et un manifeste pour la vidéo féministe »,,.